# Saudrupt
Saudrupt è un comune francese di 206 abitanti situato nel dipartimento della Mosa nella regione del Grand Est.

## Società

### Evoluzione demografica
Abitanti censiti